# 新田村 (神奈川県)
新田村（にったむら）は、1889年（明治22年）4月1日から1939年（昭和14年）4月1日まで存在した神奈川県都筑郡の村。

## 概要
神奈川県都筑郡東部の村。現在の神奈川県横浜市港北区中部にあたる（鶴見川以西、早渕川沿岸）。

## 地理
- 川：鶴見川、早渕川

## 歴史

### 村名の由来
旧新羽村の「新」と、旧吉田村・旧高田村の「田」を合わせて「新田村」とした。

### 沿革
- 1889年（明治22年）4月1日 - 町村制の施行により、吉田村、高田村、新羽村が合併して成立。
- 1939年（昭和14年）4月1日 - 横浜市に編入。同日新田村廃止。同日に新設された港北区の一部となる。
- 1994年（平成6年）11月6日 - 横浜市港北区、緑区の2区が、港北区、緑区、都筑区、青葉区の4区に再編成。新吉田町（旧吉田村）の一部の区域等をもって早渕を新設し、都筑区に編入。

## 交通

### 鉄道路線
現在は横浜市営地下鉄ブルーラインの北新横浜駅、新羽駅、および横浜市営地下鉄グリーンラインの高田駅が存在するが、当時は未開業。

### 道路
- 神奈川県道13号横浜生田線（現在の名称）

## 現在の地名
いずれも大体の範囲。旧吉田村は横浜市の旧市内に「吉田町」があったこと、戸塚区にも吉田町があったため、「新」を付けて区別した。
横浜市港北区
- 住居表示実施地区：新吉田東一〜八丁目、高田東一〜四丁目、高田西一〜五丁目
- 住居表示未実施地区：北新横浜一〜二丁目、新羽町、新吉田町、高田町

横浜市都筑区
- 住居表示実施地区：新栄町、仲町台一〜三丁目・五丁目、早渕一〜三丁目の各一部（それぞれ旧港北区新羽町、新吉田町の区域）